# Gamera gegen Gaos – Frankensteins Kampf der Ungeheuer
Gamera gegen Gaos – Frankensteins Kampf der Ungeheuer ist ein japanischer Spielfilm aus dem Jahr 1967. Es handelt sich um einen Film aus der Filmreihe um das schildkrötenartige Monster Gamera und ist inspiriert von den Godzilla-Filmen.

## Handlung
Aufgrund einer erhöhten Vulkanaktivität in der Fuji-Vulkankette wird die fliegende Schildkröte Gamera angelockt und ein weiteres Monster befreit. Dabei handelt es sich um eine vampirartige Riesenfledermaus mit dem Namen Gaos (im Original Gyaos), die Gamera unschädlich macht und anschließend auf einen Raubzug in die Ansiedlungen aufbricht und Blutopfer sucht. Nachdem Gamera regeneriert ist, nimmt sie den Kampf mit Gaos auf und reißt ihr ein Bein aus, als diese vor der aufsteigenden Sonne flieht. Das Bein wächst allerdings wieder nach. Auch der Versuch, Gaos mit einer riesigen, blutgefüllten Scheibe auf ein Hotel zu locken und dort festzuhalten, läuft schief. Erst eine weitere Attacke durch Gamera bedeutet den Tod des Ungeheuers, da diese es in einen Vulkan schleudert.

## Uraufführungen
- Japan: 15. März 1967
- Deutschland: 15. Oktober 1971[1]

## Kritiken
Der Film Gamera gegen Gaos – Frankensteins Kampf der Ungeheuer wurde in mehrere Sprachen übersetzt und setzte die Reihe von erfolgreichen Monsterfilmen aus Japan fort. Als einzelner Film hinterließ dieser jedoch keinen sonderlich bleibenden Eindruck. Während Gaos erst 1995 in Gamera – Guardian of the Universe wieder auftrat, spielte Gamera in einer direkt folgenden Reihe weiterer Filme die Hauptrolle mit wechselnden Gegnern.
Während Filme wie dieser unter Fans als Kult gelten, gibt es auch viele Kritiker. Kritisiert wurde dieser Film unter anderem in Splatting Image von Jörg Buttgereit: "Was bleibt ist der befremdliche Gedanke, warum sich erwachsene Männer in bescheuerte Gummianzüge zwängen und auf Plastikhäusern herumhopsen."
Auch Ronald M. Hahn und Volker Jansen äußern sich im Lexikon des Science-Fiction-Films. 1000 Filme von 1902 bis 1987 (Heyne, München 1987, ISBN 3-453-00731-X, S. 314) wenig gnädig: "Ein Radaufilm aus der untersten Schublade."